# Скордія
Скордія (італ. Scordia, сиц. Scurdìa) — муніципалітет в Італії, у регіоні Сицилія, метрополійне місто Катанія.
Скордія розташована на відстані близько 550 км на південь від Рима, 160 км на південний схід від Палермо, 31 км на південний захід від Катанії.
Населення — 17 152 особи (2014).
Щорічний фестиваль відбувається 16 серпня. Покровитель — святий Рох.

## Демографія
Населення за роками:

Станом на 1 січня 2023 року в муніципалітеті офіційно проживало 387 іноземців з 34 країн, серед них 109 громадян країн Євросоюзу та 7 громадян України.

## Сусідні муніципалітети
- Лентіні
- Мілітелло-ін-Валь-ді-Катанія